# Wetterau
Die Wetterau (mundartlich Wearreraa) ist eine Landschaft in Hessen in Deutschland. Naturräumlich wird sie zum Rhein-Main-Tiefland gezählt und bildet die Haupteinheit 234. Der Name leitet sich ab von der Wetter, einem rechten Nebenfluss der Nidda.

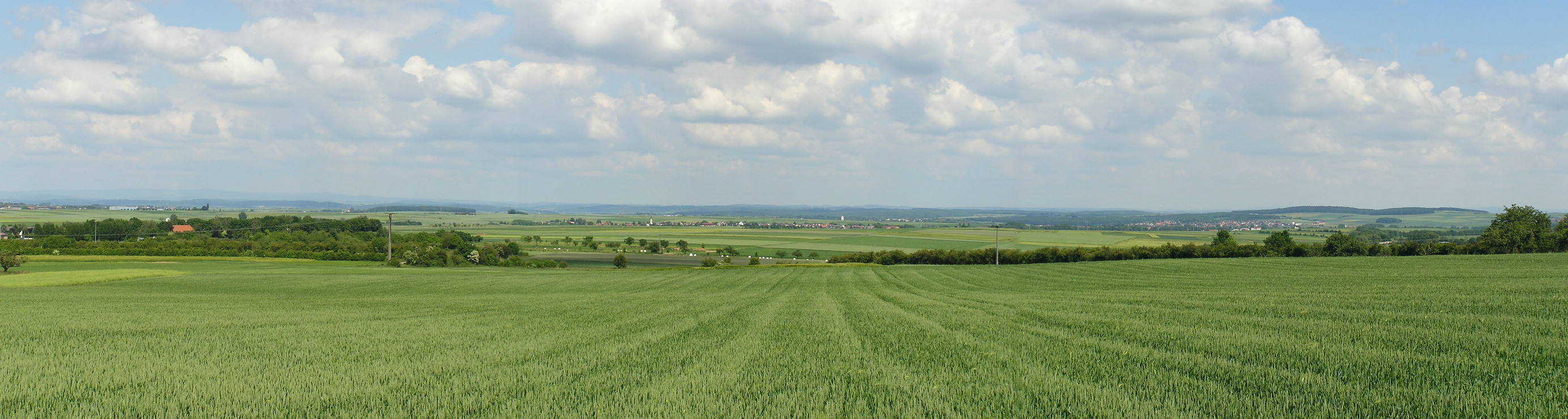
Die Wetterau, Blick von Westen

## Geographie
Die Ausdehnung der Wetterau wurde in Mittelalter und Früher Neuzeit wesentlich umfangreicher begriffen, als dies in der Gegenwart der Fall ist:

### Mittelalter
Die Bezeichnung Wetter(g)au bzw. Wetereiba oder Wettereiba erfasste als ein Gau im Mittelalter einen Raum, der vor allem nach Osten weit über den heute so bezeichneten Raum hinausragte. Westlich an den Wettergau grenzte der Niddagau, südlich der Maingau und östlich der Kinziggau. Der Rheingau lag weiter westlich.

### Frühe Neuzeit
Erasmus Alberus beschrieb die Wetterau 1552 als das Gebiet zwischen Gelnhausen und Mainz-Kastel und zwischen Gießen und Seligenstadt, lässt die Wetterau also südlich über den Main hinausgreifen und westlich bis an den Rhein reichen. Auf einem Stich der Landschaft von Matthäus Merian (um 1620) wird der latinisierte Name „Wetteravia“ genutzt.

### Gegenwart
Als Wetterau gilt heute der Raum nördlich von Frankfurt am Main, östlich des Taunus und südwestlich des Vogelsbergs. Die südliche Begrenzung ist etwa die Hohe Straße (Berger Rücken). Den Hauptteil dieser Landschaft nimmt der Wetteraukreis (Kreisstadt Friedberg) ein. Ihr Namensgeber ist der Fluss Wetter, sie wird aber, von ihren Nebenflüssen wie der Usa abgesehen, auch von ihrem Vorfluter Nidda und anderen von deren Nebenflüssen, insbesondere der Horloff und der Nidder, durchflossen; insofern ist der Name etwas irreführend. Die Landschaft umfasst letztlich einen Großteil des Einzugsbereichs der Nidda, die im Vogelsberg entspringt und zwischen Frankfurt-Nied und Frankfurt-Höchst in den Main mündet. Die namengebende Wetter mündet bei Niddatal-Assenheim in die Nidda.

### Naturräumliche Gliederung
Naturräumlich wird die Wetterau wie folgt zugeordnet
- (zu 23 Rhein-Main-Tiefland)
  - 234 Wetterau (539,78 km²)
    - 234.0 Horloffsenke (120,47 km²)
      - 234.00 Hungener Höhen (39,33 km²)
      - 234.01 Horloffniederung (81,14 km²)

    - 234.1 Münzenberger Rücken (111,32 km²)
    - 234.2 Nordwestliche Wetterau (90,46 km²)
      - 234.20 Butzbacher Becken (71,54 km²)
      - 234.21 Mörlener Bucht (18,92 km²)

    - 234.3 Südliche Wetterau (261,98 km²)
      - 234.30 Friedberger Wetterau (117,45 km²)
      - 234.31 Nidda-Aue (18,94 km²)
      - 234.32 Heldenbergener Wetterau (125,59 km²)

    - 234.4 Berger Rücken (Hohe Straße) (81,14 km²)

Die Nordwestliche Wetterau (234.2) umfasst das Gebiet vom östlichen Taunusrand im Westen bis einschließlich der Wetteraue zwischen Ober-Hörgern und östlich Bad Nauheims als Ostgrenze und schließt die Aue der Usa zwischen Ober-Mörlen und Bad Nauheim ein. Wichtigster Ort ist Butzbach; die nicht linienhaft festlegbare Nordgrenze zum Gießener Becken folgt etwa der Wasserscheide zwischen Main und Lahn sowie Wetter und Kleebach. Nach Osten schließt sich der Münzenberger Rücken (234.1) an, der sich von südlich Lichs über Münzenberg nach Süden bis Assenheim zieht; östlich dessen schließt sich die Horloffsenke an der Horloff von Villingen über Hungen bis Reichelsheim an.
Der Süden der Wetterau (234.3/4) wird durch Nidda und Nidder gegliedert. Die Friedberger Wetterau (234.20) in deren Westen zieht sich von Friedberg im Norden bis Bad Vilbel im Süden und enthält auch den Mündungslauf der Wetter in ihrem äußersten nördlichen Osten sowie den der Usa in die Wetter. Östlich schließt sich die Nidda-Aue (234.31) von unmittelbar unterhalb Florstadt-Staden bis zur Niddermündung beim Bad Vilbeler Stadtteil Gronau an, im Südosten dann die Heldenbergener Wetterau (234.32) bei Heldenbergen, die von der Nidda-Aue bis zu der der Nidder ab Altenstadt reicht. Südlich der Unterläufe von Nidder und Nidda zieht sich schließlich der Berger Rücken (234.4) von südlich Windeckens über südlich Bad Vilbels nach Südwesten bis in die Frankfurter Kernstadt.

## Geologie
Die Wetterau gehört zu einer Schwächezone der Erdkruste, die in der Tertiärzeit eingesunken ist. Sie gehört zu der Einheit des Oberrheingrabens, der sich an seinem nördlichen Ende fächerförmig aufspaltet. Im Westen ist dies das Mainzer Becken und im Osten die Hessische Senke, zu der auch die Wetterau gehört. Das Grundgebirge bilden Sedimente und Vulkanite aus dem Perm (meist Rotliegendes, aber stellenweise auch Zechstein) die aber nur lokal zu Tage treten und ansonsten nur bei Bohrungen angetroffen wurden. Seit dem Paläozoikum werden vom westlich gelegenen Taunuskamm Sedimente abgelagert. Ab dem Känozoikum gehören auch Basalte aus dem östlich gelegenen Vogelsberg dazu. Mit Einsetzen des Vulkanismus im Vogelsberg sind einige Basaltströme durch die Wetterau geflossen. Im Quartär – während der letzten Eiszeit – bildete sich ein Lössboden durch Ablagerungen eines feinen schluffigen Staubs. Seine Fruchtbarkeit hat die Landschaft am nachhaltigsten geprägt, die Wetterau wird bis heute intensiv landwirtschaftlich genutzt. Bis zum Zweiten Weltkrieg wurde auch vereinzelt bergmännisch Braunkohle abgebaut (vor allem in dem Gebiet um Roßdorf und Wölfersheim), im Mittelalter auch Eisenerz. Einige Geländebezeichnungen deuten darauf hin, so an der Ludwigshütte.

## Geschichte

### Vorgeschichte
Die Wetterau gehört zu den ältesten Kulturlandschaften Deutschlands. Wegen ihrer auch unter den damaligen einfachen Bedingungen ertragreichen Böden wies sie bereits im Altneolithikum (Bandkeramische Kultur) eine dichte Besiedlung auf. Die darauf folgenden Kulturen haben ebenso zahlreiche Spuren hinterlassen. Als herausragende Funde sind die Gräber der Bronzezeit Stufe Wölfersheim zu nennen oder die keltischen Funde vom Glauberg. Viele kulturgeschichtliche Fundstücke dieser Zeit sowie aus anderen historischen Epochen sind im Wetterau-Museum in Friedberg ausgestellt.

### Römische Zeit
Zur römischen Epoche in der Wetterau siehe Hauptartikel: Civitas Taunensium

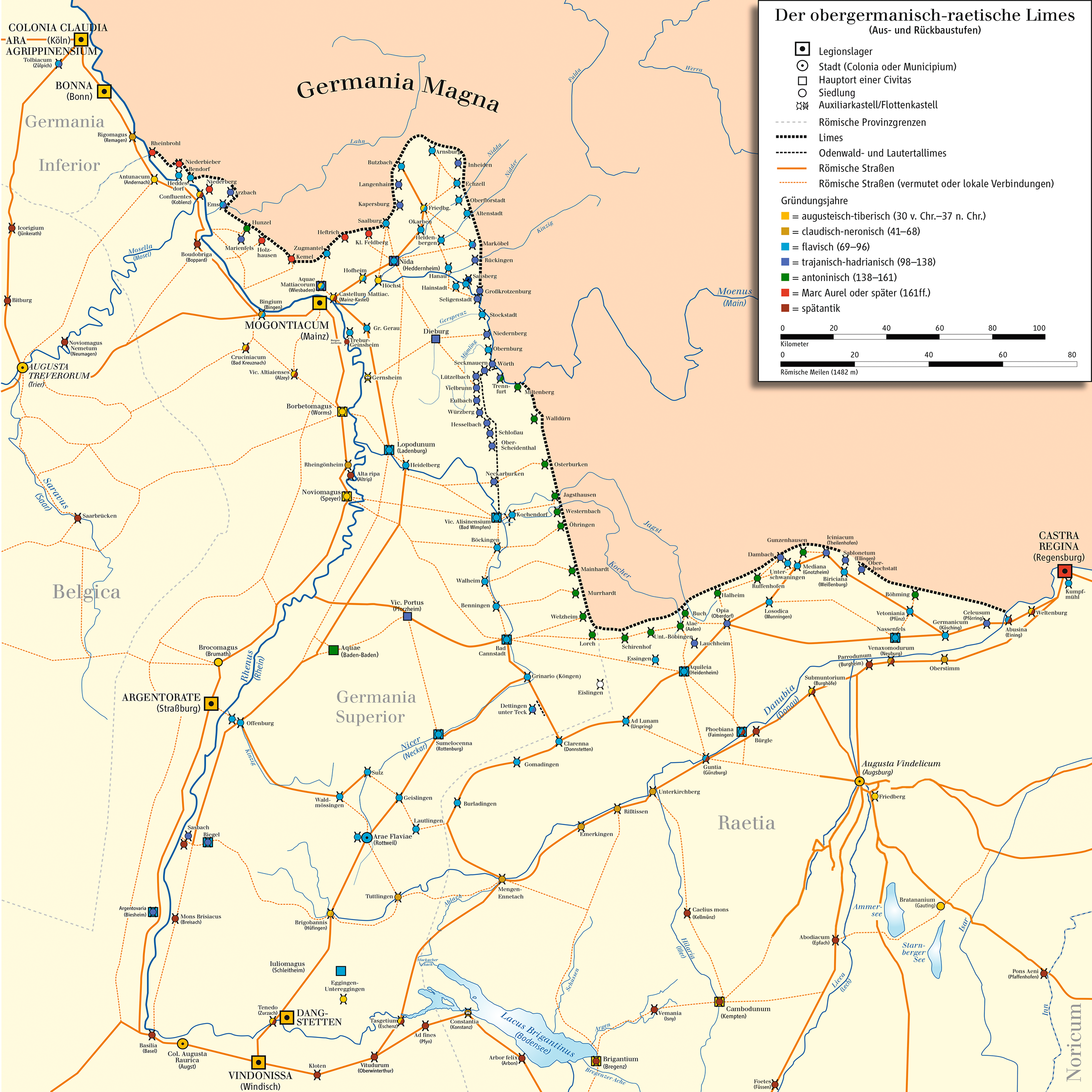
Der Obergermanisch-Raetische Limes mit der Wetterau

In römischer Zeit besaß die Wetterau eine hohe strategische Bedeutung für das Vordringen ins unbesetzte Germanien. Die alte Siedlungskammer scheint jedoch zur Zeit der Ankunft der Römer am Rhein nicht mehr dicht besiedelt, die zahlreichen Oppida der La-Tène-Zeit waren größtenteils verlassen. Stattdessen sind im ersten Jahrhundert einige Germanengruppen in der Wetterau fassbar.
Nach dem Ende der Germanenfeldzüge des Augustus wurden ab der vespasianischen Zeit (69 bis 79 n. Chr.) in der Wetterau verstärkt Kastelle und Straßen angelegt. Eine flächendeckende Aufsiedlung der Wetterau mit zivilen vici und Villae rusticae begann wenig später um 100 n. Chr. In einem weiten Bogen schloss der Limes die fruchtbare Wetterau mit ein. Die Region gehörte zur Civitas Taunensium mit dem Hauptort Nida (Frankfurt-Heddernheim). Die Wetterau blieb bis zum Limesfall um 260 Teil des Reichsgebietes.
Im Jahr 2022 wurden bei Rockenberg mehr als 60 Körper- und über 330 Brandgräber entdeckt, deren älteste aus der Zeit nach 260, also des Limesfalls stammen. Damit ist dieses Gräberfeld das größte dieser Epoche rechts des Rheins. Dabei fand sich etwa das Grab eines Mannes, der mit Köcher und Axt, vielleicht auch mit einem Bogen, in der ersten Hälfte des 4. Jahrhunderts beigesetzt wurde.

### Mittelalter

Lage der Wetterau im Herzogtum Westfranken um das Jahr 1000

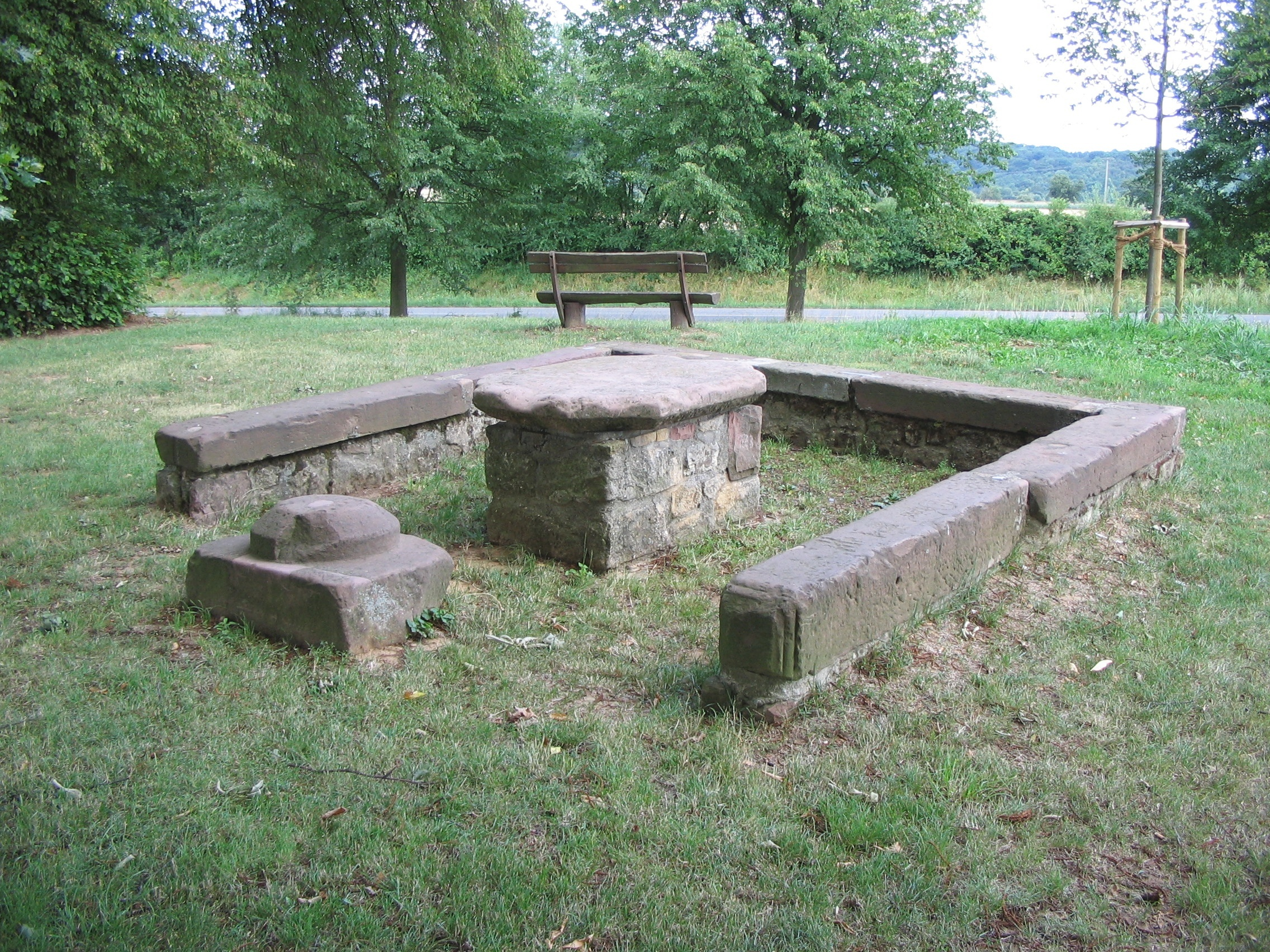
Steinerner Tisch des Freigerichts bei Kaichen

Die urkundliche Ersterwähnung erfolgte im Jahr 767 im Lorscher Codex, als ein Reginbert in Aldenstat (Altenstadt) 15 Morgen Land dem Kloster Lorsch vermachte, wobei Aldenstat im Gau Wetderaiba (Wetterau) lag. (Codex Laureshamensis Urkunde 2942) Der Wettergau war einer der Gaue, welche im Frankenreich im Auftrag des Königs durch Grafen verwaltet wurden. In der südlichen Wetterau ist im 12. Jahrhundert ein größeres Gebiet im Besitz der Grafen von Nürings fassbar, das als Grafschaft Malstatt bezeichnet wird.
Die landwirtschaftliche Ertragskraft der Wetterau war weithin bekannt. Erasmus Alberus lobt gerade diese landwirtschaftliche Ertragskraft in seiner Kurzen Beschreibung der Wetterau 1552. Die Ertragskraft der Wetterau wurde seit der Zeit Friedrichs I. durch die gezielte Förderung der städtischen Zentren, Frankfurt am Main, Wetzlar, Gelnhausen und Friedberg erhöht. Die Wetterauer Städte mit ihren repräsentativen Bauten waren bei der königlichen Reisetätigkeit wichtige Stützpunkte und zentrale Orte für die Wahrnehmung königlicher Rechte auf den Gebieten der Wirtschaft und der Rechtsprechung. Spiegel der Wirtschaftskraft waren die königliche und später ministeriale Münzprägung durch Kuno I. von Hagen-Münzenberg und der städtische Marktbetrieb, aus dem mit herrscherlicher Privilegierung seit dem 13. Jahrhundert eine feste Abfolge der Wetterauer Messen in Frankfurt und Friedberg erwuchs. Die Frankfurter Messe besteht bis heute in ungebrochener Tradition.
Der so entstandene Wirtschaftsraum nahm nach Ausweis des Reichssteuerverzeichnisses von 1241, an dessen Spitze die Städte und Juden der Wetterau standen, eine herausragende Rolle ein. Deshalb fand auch das Königtum in der Krise der Jahre 1241 bis 1254 dort Rückhalt.
Mit dem Ende der Staufer im Alten Reich und mit dem Aussterben der Münzenberger 1255 traten die unterschiedlichen politischen Kräfte der Wetterau deutlicher hervor, vor allem die großen Familien derer von Breuberg (Adelsgeschlecht), Hanau, Eppstein, Falkenstein und Isenburg-Büdingen, die Friedberger Burgmannschaft, die sich vielfach in Ganerbengemeinschaften konstituierenden niederadeligen Verbände, die Freigerichte (insbesondere Kaichen) und die Städte. Dort erlangten bürgerliche Eliten trotz andauernder Bindung an das Königtum in spät- und nachstaufischer Zeit größere Autonomie und sicherten diese im 13. und 14. Jahrhundert in regionalen und überregionalen Städtebünden. Wegen einer fehlenden Hegemonialmacht konnte das Königtum seinen gestaltenden Einfluss in der Wetterau lange erhalten. Dazu diente die in ihren Kompetenzen noch undeutliche Beauftragung Gerlachs von Büdingen durch Friedrich II. seit 1219, Grundlage der vom römisch-deutschen König Rudolf I. wieder belebten Landvogtei als Zusammenfassung und Verwaltung der königlichen Rechte und Besitzungen in der Wetterau. Allerdings nutzten die bis 1419 nachweisbaren Landvögte ihre Stellung auch zunehmend, um eigene territoriale Interessen durchzusetzen.

### Neuzeit

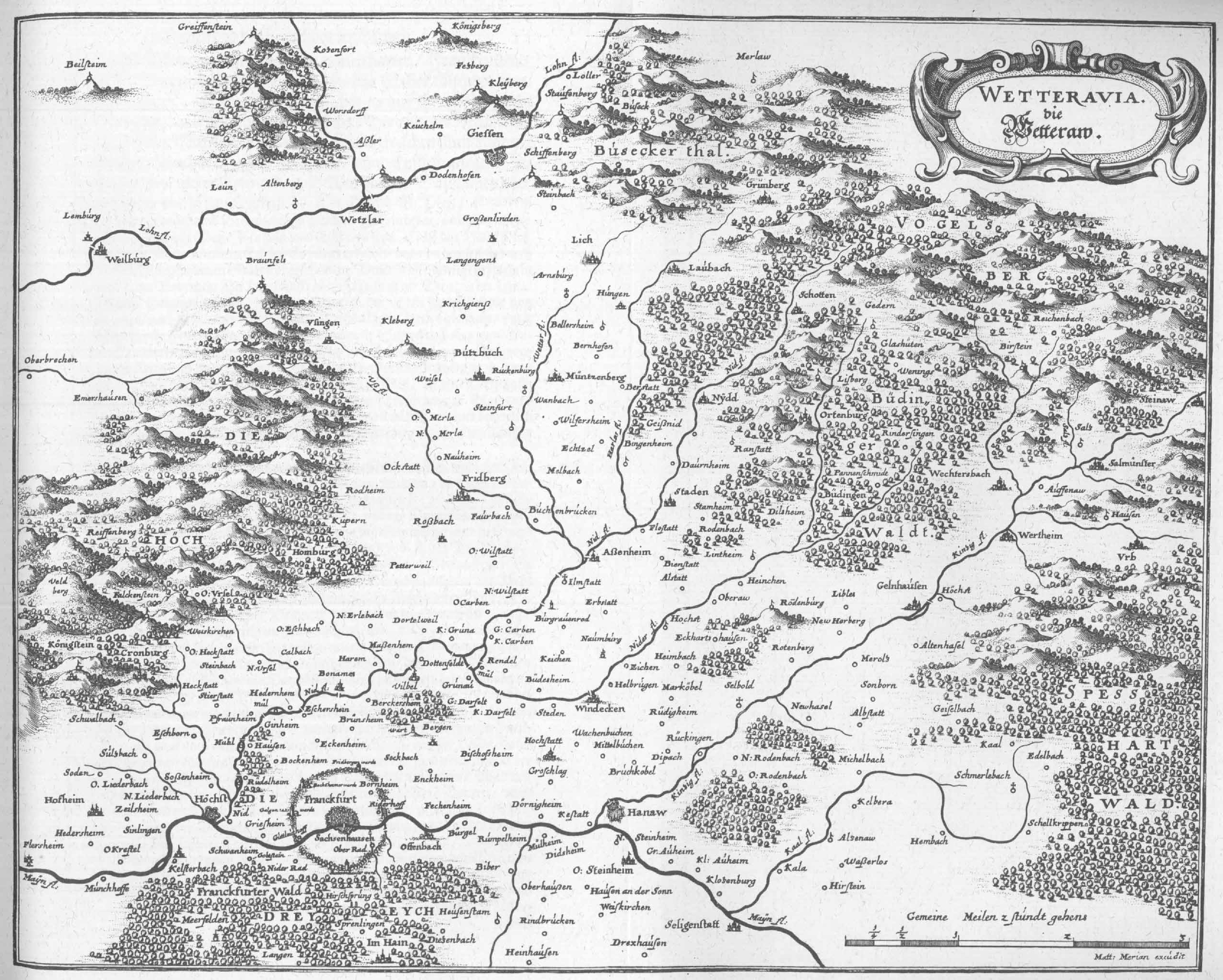
Stich der Wetterau von Matthäus Merian

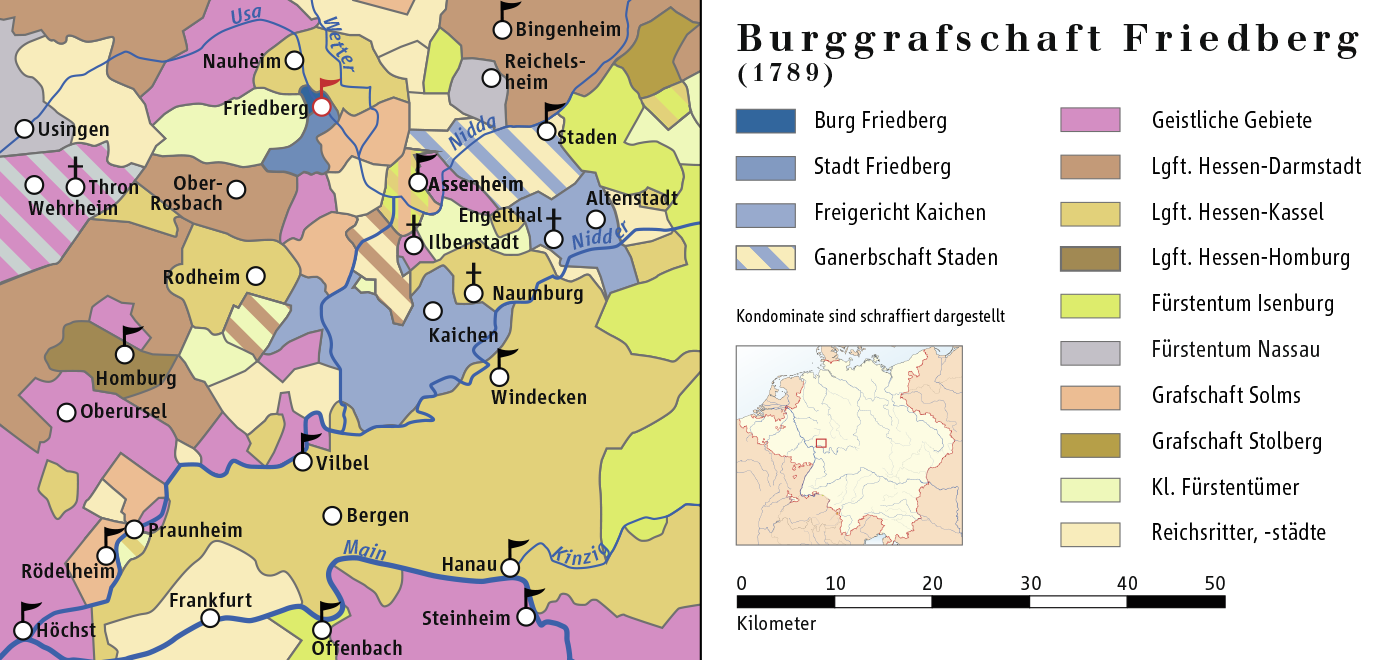
Flickenteppich der südlichen Wetterau mit der Burggrafschaft Friedberg (1789)

Die Herstellung regionaler Einheit der Wetterau war nicht politisch vorgegeben, ist aber dennoch entstanden. Die spätmittelalterliche Landfriedenspolitik führte seit 1422 zu zunächst gemischtständischen Einungen von Rittern, Herren und Grafen der Wetterau. Diese Einungen stifteten regionale Identität, die selbst bei zunehmender ständischer Abgrenzung nicht aufgelöst wurde.
Vier stabilisierende Elemente lassen sich so ab dem Übergang von Mittelalter zur Neuzeit in der Wetterau ausmachen:
- Die vier Reichsstädte (Frankfurt am Main, Friedberg, Gelnhausen, Wetzlar), von denen letztlich aber nur Frankfurt auf die Dauer Bedeutung zukam;
- sich vom Niederadel absetzend, das Wetterauische Reichsgrafenkollegium, in dem etwa 20 gräfliche Linien vertreten waren;
- ein Verbund von Rittern und Niederadeligen, die sich in der Burgmannschaft der Reichsburg Friedberg konzentrierende Wetterauer Ritterschaft;
- eine Reihe von Ganerbschaften (Reifenberg, Kronberg, Falkenstein, Lindheim, Dorheim, Staden), zum Teil personenidentisch mit den beiden vorgenannten Gruppen.

Im 16. Jahrhundert setzte sich mit dem Solmser Landrecht in vielen dieser Territorien ein einheitliches Gemeines Recht durch. Dennoch blieb die Kooperation der verschiedenen Kleinstaaten weitgehend auf Einzelaspekte beschränkt.
Die Ertragskraft der Wetterau wurde ihr im Dreißigjährigen Krieg allerdings auch zum Verhängnis. Durchziehendes Militär verheerte immer wieder Dörfer und Städte des Gebiets, das zum Teil dramatische Bevölkerungsverluste erlitt.
Die Vielschichtigkeit von Herrschaft in der Wetterau erhielt sich trotz des Bedeutungsverlustes vieler kleinerer Territorien bis zur Mediatisierung am Ende des Alten Reiches 1806, als weite Teile der Wetterau an das Großherzogtum Hessen (Hessen-Darmstadt) fielen.

### Zitat
„Je tiefer wir in das bunte Römische Reich hineingeraten, um so geblümter wird die Statistik, so daß wir, politisch gesehen, wirklich nicht mehr recht wissen, wo wir uns befinden und wozu der Flecken gehört, auf dem wir gehen. Darmstadt, Hanau, Solms, Burggrafschaft, Kurmainz und Pütter-weiß-wie-viele Regierungen spielen hier in einem solchen Durcheinander Blindekuh, daß man glauben sollte, dieser Teil von Deutschland wäre einmal kaputtgegangen und in aller Eile auf gut Glück wieder zusammengekleistert worden. Ich danke dem Himmel, daß diese meine Reise nicht statistisch ist und daß ich mich also nicht darum kümmern brauche, ob Peter oder Paul hier etwas zu sagen haben. Was am meisten darunter leidet, sind unsere Wagen und unsere Schuhe; denn die Wege scheinen ebenso wenig wie wir zu wissen, wer sie instand halten müßte, und in dieser Ungewißheit werden sie immer schlechter.“

## Natur
Eine weiträumige Auenlandschaft durchzieht die Täler der Wetterau. Sie sind zumeist im „Auenverbund Wetterau“ zusammengeschlossen und als Landschaftsschutzgebiet ausgewiesen. Der „Auenverbund Wetterau“ hat eine Gesamtgröße von ca. 7369 ha und beinhaltet Flächen im Wetteraukreis, sowie kleinere Teilflächen im Landkreis Gießen und im Main-Kinzig-Kreis. Im Verbund eingebettete Naturschutzgebiete mit europaweiter Bedeutung bilden die Kernzonen der Wetterauer Auenlandschaft. Sie bieten zahlreichen Arten Rastplatz, Winterquartier, Lebensraum und Heimat.
Im Osten reicht die Wetterau über die Ausläufer des Vogelsbergs hinaus. Während im Kernland Aue-Täler und landwirtschaftliche Nutzflächen dominieren, herrschen weiter östlich ausgedehnte Buchen-Mischwälder und von Hecken durchsetzte Weideflächen und Streuobstbestände vor. Sie beherbergen standorttypische Lebensformen und Lebensgemeinschaften. Insgesamt verfügt die Wetterau damit über vielfältige Habitate, die zahlreichen, darunter auch selten vorkommenden Tier- und Pflanzenarten, eine Heimat bieten.

## Bildwerke
- Winfried Eberhardt, Jindřich Štreit: Mit anderen Augen – Jinýma očima. Foto-Projekt des Wetteraukreises und des Kreises Bruntál (Tschechische Republik), Sparkasse Wetterau (Hrsg.), Friedberg/Bruntal 1998.
- Winfried Eberhardt: Momente. Wetterauer Fotografien 1987–1995, Selbstverlag.